# پارینه‌سنگی میانی
| تقسیم‌بندی سه‌گانه اعصار |                         |           |          |
| عصر تاریخی             |                         |           |          |
| دوره لا تن             | دوره لا تن              |           | نیاتاریخ |
| دوره هالشتات           |                         |           | نیاتاریخ |
| عصر آهن                |                         |           | نیاتاریخ |
| پسین                   |                         |           | نیاتاریخ |
| میانه                  |                         |           | نیاتاریخ |
| پیشین                  |                         |           | نیاتاریخ |
| عصر برنز               |                         |           | نیاتاریخ |
| دوران نوسنگی           | عصر مس                  |           | نیاتاریخ |
| دوران نوسنگی           | نوسنگی با سفال          | پیشاتاریخ |          |
| دوران نوسنگی           | نوسنگی پیش از سفال ب    | پیشاتاریخ |          |
| دوران نوسنگی           | نوسنگی پیش از سفال آ    | پیشاتاریخ |          |
| میان‌سنگی               | میان‌سنگی، فراپارینه‌سنگی | پیشاتاریخ |          |
| پارینه‌سنگی             | پسین                    | پیشاتاریخ |          |
| پارینه‌سنگی             | میانه                   | پیشاتاریخ |          |
| پارینه‌سنگی             | پیشین                   | پیشاتاریخ |          |
| عصر سنگ                |                         | پیشاتاریخ |          |

پارینه‌سنگی میانی (به انگلیسی: Middle Paleolithic) دومین دوره از پارینه‌سنگی است که در قاره‌های آسیا، اروپا و آفریقا به وقوع پیوسته‌است. باستان‌شناسان بازه این دوره را از ۳۰۰ هزار سال تا ۳۰ هزار سال پیش می‌دانند. مهم‌ترین ویژگی‌های آن، پیشرفت و گوناگونی ابزارهای سنگی و همچنین نخستین کاربردهای نمادین دست‌ساخته‌هاست.
این دوران با تاریخ‌های مختلف در نقاط مختلف جهان رخ داده‌است. این دوران با ظهور دوران پارینه سنگی زبرین پایان می‌یابد.
در این دوران بود که انسان‌های نئاندرتال در حدود ۳۰۰٫۰۰۰ تا ۳۰٫۰۰۰ سال پیش در قارهٔ اروپا ظهور یافتند و قدیمی‌ترین آثار یافت شده از انسان در این دوران مربوط به ۱۹۵٫۰۰۰ سال پیش مربوط به همین دوران می‌شود. همچنین جدایی فیزیولوژیکی انسان نوین با تغییراتی در میتوکندری حوا تا ۱۵۰٫۰۰۰ سال پیش و ظهور انسان ایگرگ کروموزومی در حدود ۹۰٫۰۰۰ سال پیش از دیگر اتفاقات در این دوران بود. همچنین بنا بر منشاء آفریقایی انسان نوین، انسان‌های نوین در حدود ۷۰٫۰۰۰ تا ۱۰۰٫۰۰۰ سال پیش تصمیم به مهاجرت از آفریقا گرفتند و با گسترش قلمرو خود، جایگزینی انسان نوین با انسان‌های نئاندرتال و انسان راست‌قامت از دیگر رخ دادهای مهم در این دوران بود.
در حدود ۱۰۰٬۰۰۰ پیش از میلاد آثار بر جای مانده از غارنشینی در کوه‌های زاگرس در غرب ایران بیانگر سکونت انسان در این مناطق در دوره پارینه‌سنگی میانی (۳۰۰٬۰۰۰ تا ۳۰٬۰۰۰ سال پیش) است.